# Скег

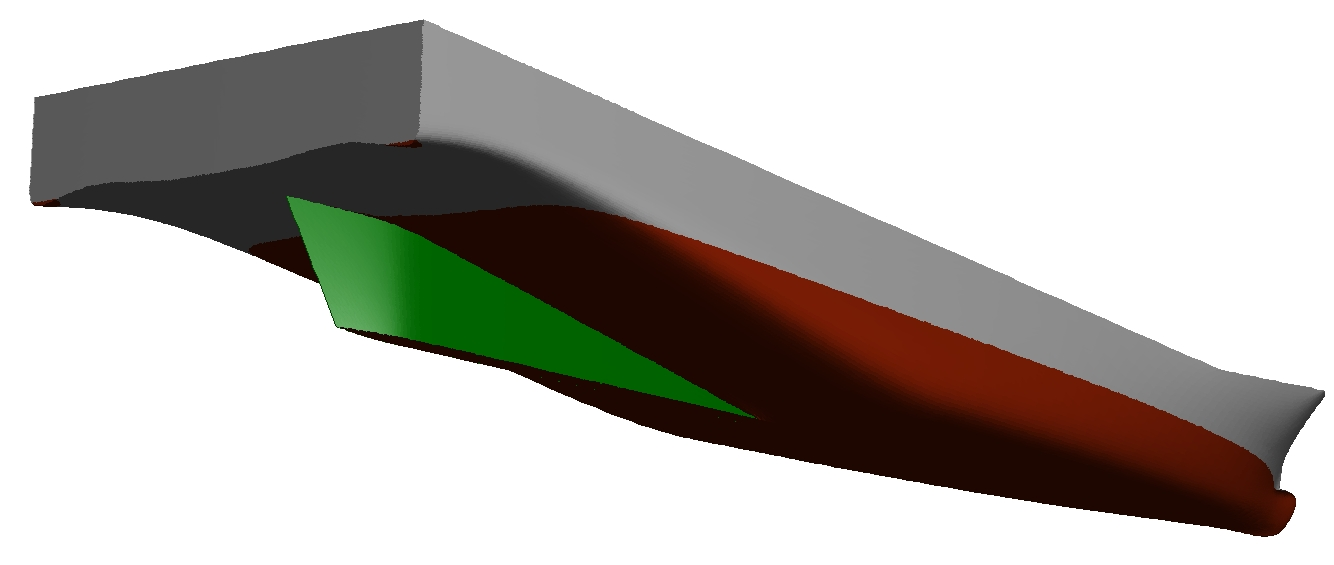
Скег (позначений зеленим)

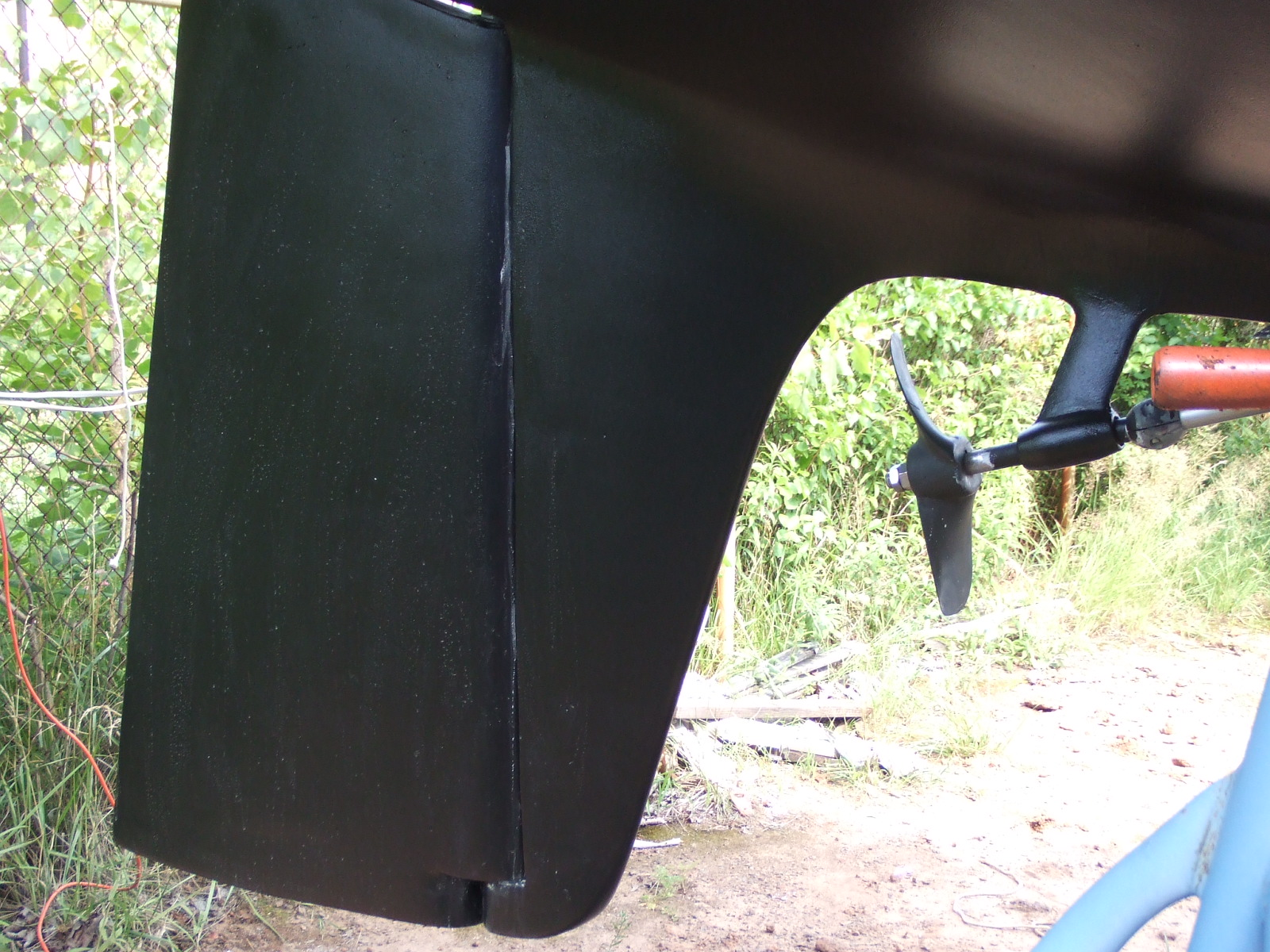
Перо стерна на скегу

Скег (англ. skeg, skegg, skag від дан. skæg — «борода») — спрямований до корми виступ кіля на човнах і суднах з центрально розташованим стерном. Термін також вживається щодо найнижчої точки підвісного човнового мотора чи транцевого гребного агрегату.
У судна на повітряній подушці скег — конструкція по бортах його днищевої частини, що становить одне ціле з корпусом і служить для утримання повітряної подушки з боків. Судно на ПП зі скегами і поперечними повітряними завісами (або гнучкими огородженнями) в носі і кормі називають скеговим.
Останнім часом так також називають кіль на серфборді, що поліпшує курсову сталість і рухомий кіль на байдарках, що регулює центр бокового опору (пересуває центр опору відносно центру докладеної сили).